# امیکرون۲ سگ بزرگ
امیکرون۲ سگ بزرگ یک ستاره است که در صورت فلکی سگ بزرگ قرار دارد.